# Bitter Lemon
Bitter Lemon (в переводе с англ. — «Горький лимон») — газированный безалкогольный напиток, приправленный хинином и лимоном. Именно хинин придаёт этому напитку его горький вкус.
Основное отличие тоника от Bitter Lemon заключается в лимонном соке, сердцевине и кожуре. Сок придаёт кислинку, которая компенсируется дополнительным подсластителем и маслянистым ароматом кожуры. Bitter Lemon употребляется как сам по себе, так и в качестве части коктейля, и продаётся по всему миру.
Впервые горький лимонный напиток появился в 1834 году. Schweppes ввёл Bitter Lemon в свой ассортимент в 1957 году.